# Harrison H. Riddleberger

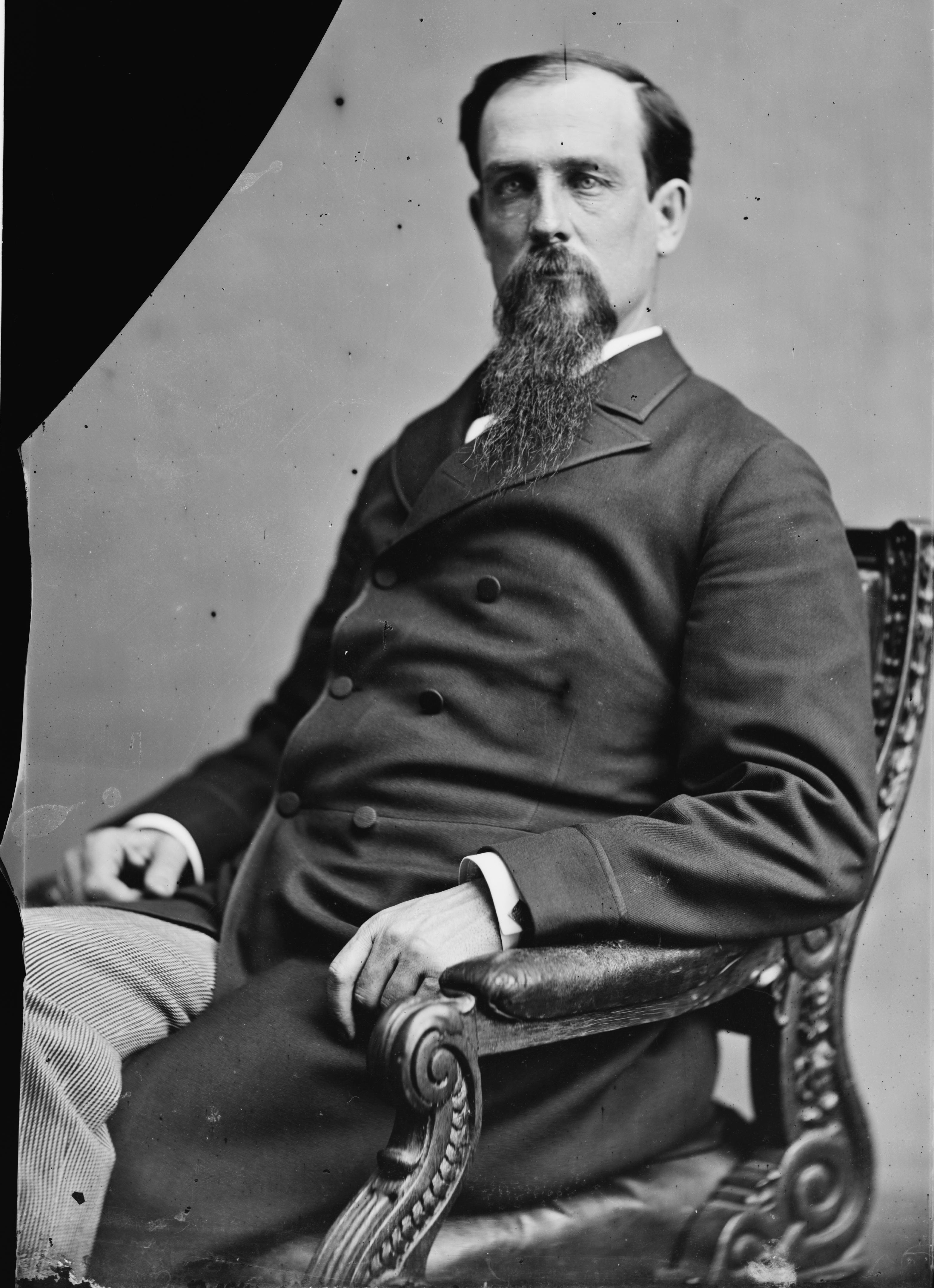
Harrison H. Riddleberger

Harrison Holt Riddleberger, född 4 oktober 1844 i Edinburg, Virginia, död 24 januari 1890 i Woodstock, Virginia, var en amerikansk politiker. Han representerade delstaten Virginia i USA:s senat 1883-1889.
Riddleberger deltog i amerikanska inbördeskriget först i konfederationens infanteri och sedan som kapten i kavalleriet. Han studerade sedan juridik och inledde sin karriär som advokat i Woodstock, Virginia.
Riddleberger var elektor för demokraternas kandidat Samuel J. Tilden i presidentvalet i USA 1876. Han bytte sedan parti till Readjuster Party som grundades 1877. Det nya partiet ville bryta de gamla maktstrukturerna i Virginia och fick stöd från de vita såväl som de svarta.
Riddleberger efterträdde 1883 John W. Johnston som senator för Virginia. Han bytte 1885 parti från Readjuster Party till republikanerna. Han efterträddes 1889 som senator av John S. Barbour, Jr., en konservativ demokrat som ville behålla de gamla maktstrukturerna. Riddleberger avled i januari 1890 och gravsattes på Cedarwood Cemetery i Edinburg.